# جاكوب سفيردروب (سياسي)
جاكوب سفيردروب هو قسيس وسياسي نرويجي، ولد في 27 مارس 1845 في أوسلو في النرويج، وتوفي في 11 يونيو 1899 في Aker, Norway ‏ في النرويج. نشط حزبياً في الحزب الليبرالي.

## مناصب
- انتخب  (26 يونيو 1884 – أغسطس 1885).
- انتخب عضو برلمان النرويج  [لغات أخرى]‏ عن دائرة Nordre Bergenhus amt ‏ خلال فترته النيابية ‏ (1895 – 1897).
- انتخب عضو برلمان النرويج  [لغات أخرى]‏ عن دائرة Nordre Bergenhus amt ‏ خلال فترته النيابية ‏ (1892 – 1894).
- انتخب عضو برلمان النرويج  [لغات أخرى]‏ عن دائرة Nordre Bergenhus amt ‏ خلال فترته النيابية ‏ (1883 – 1885).
- انتخب عضو برلمان النرويج  [لغات أخرى]‏ عن دائرة Nordre Bergenhus amt ‏ خلال فترته النيابية ‏ (1880 – 1882).
- انتخب Minister of Auditing [الإنجليزية]‏ (15 أغسطس 1886 – 5 مارس 1888).
- انتخب Minister of Education and Church Affairs ‏ (14 أكتوبر 1895 – 17 فبراير 1898).
- انتخب Minister of Education and Church Affairs ‏ (24 فبراير 1888 – 13 يوليو 1889).
- انتخب Minister of Education and Church Affairs ‏ (15 أغسطس 1885 – 1 نوفمبر 1886).
- انتخب عضو برلمان النرويج  [لغات أخرى]‏ عن دائرة Nordre Bergenhus amt ‏ خلال فترته النيابية ‏ (1877 – 1879).